# قوشنجه
قوشنجه (به لاتین: Quşəncə) یک منطقه مسکونی در جمهوری آذربایجان است که در شهرستان اسماعیل‌لی واقع شده‌است. قوشنجه ۲۵۲۵ نفر جمعیت دارد.